# Herodoros z Heraklei
Herodoros z Heraklei (gr. Ηρόδωρος ο Ηρακλειώτης, V wiek p.n.e.) – grecki mitograf, autor utworu o charakterze powieściowym poświęconego Heraklesowi i Argonautom, które zachowało się jedynie we fragmentach.